# Leges Porciae
Le  Leges Porciae sono tre leggi romane emanate nel II secolo a.C. che trattano il tema della Provocatio ad populum, estendendo e perfezionando quanto previsto dalla Lex Valeria de provocatione. Devono il loro nome al fatto che almeno due delle tre leggi furono emanate durante il consolato di membri della Gens Porcia. 
- Lex Porcia I, detta Lex Porcia de capite civium, fu proposta dal Tribuno della plebe Publio Porcio Laeca, nel 199 a.C. Estende il diritto di provocatio oltre i 1000 passi da Roma, quindi in favore dei cittadini romani residenti nelle province e dei soldati nei confronti del loro comandante.
- Lex Porcia II, detta Lex Porcia de tergo civium , fu proposta dal console Catone il Vecchio, nel 195 a.C. Estese la facoltà di provocatio ad populum contro la fustigazione.
- Lex Porcia III. Probabilmente emanata dal console Lucio Porcio Licino, nel 184 a.C. Prevedeva una sanzione molto severa (forse la pena capitale) per il magistrato che non avesse concesso la provocatio.